# De gebroeders Leeuwenhart (film)
De gebroeders Leeuwenhart is een Zweedse fantasyfilm uit 1977 geregisseerd door Olle Hellbom. De film werd gebaseerd op het gelijknamige boek van Astrid Lindgren die tevens ook het scenario van deze film schreef.

## Verhaal
Wanneer de gebroeders Jonathan en Karel Leeuw sterven, komen ze terecht in het sprookjesland Nangijala. De slechte vorst Tengil en zijn soldaten maken dit land echter onveilig. De broers besluiten om Tengil tegen te houden.

## Rolverdeling
- Lars Söderdahl als Karel Leeuw(enhart)
- Staffan Götestam als Jonathan Leeuw(enhart)
- Allan Edwall als Matthias
- Gunn Wållgren als Sofia
- Folke Hjort als Jossie
- Per Oscarsson als Orvar
- Tommy Johnson als Hubert
- Georg Årlin als Tengil
- Jan Nygren als Veder (soldaat van Tengil)
- Michael Gabay als Kader (soldaat van Tengil)
- Bertil Norström als Pjuke (soldaat van Tengil)

## Prijzen en nominaties
| jaar | prijs                                   | categorie                    | uitslag     |
| ---- | --------------------------------------- | ---------------------------- | ----------- |
| 1978 | Guldbagge Awards                        | Bästa regi (Beste Regisseur) | Gewonnen    |
| 1978 | Internationaal filmfestival van Berlijn | OCIC Award (Special Mention) | Gewonnen    |
| 1978 | Internationaal filmfestival van Berlijn | Gouden Beer                  | Genomineerd |
| 1982 | Fantafestival                           | Beste regisseur              | Gewonnen    |